# Agogo (Ghana)
Agogo – miasto w Ghanie, w regionie Aszanti, w dystrykcie Asante Akim North.